# David Abulafia

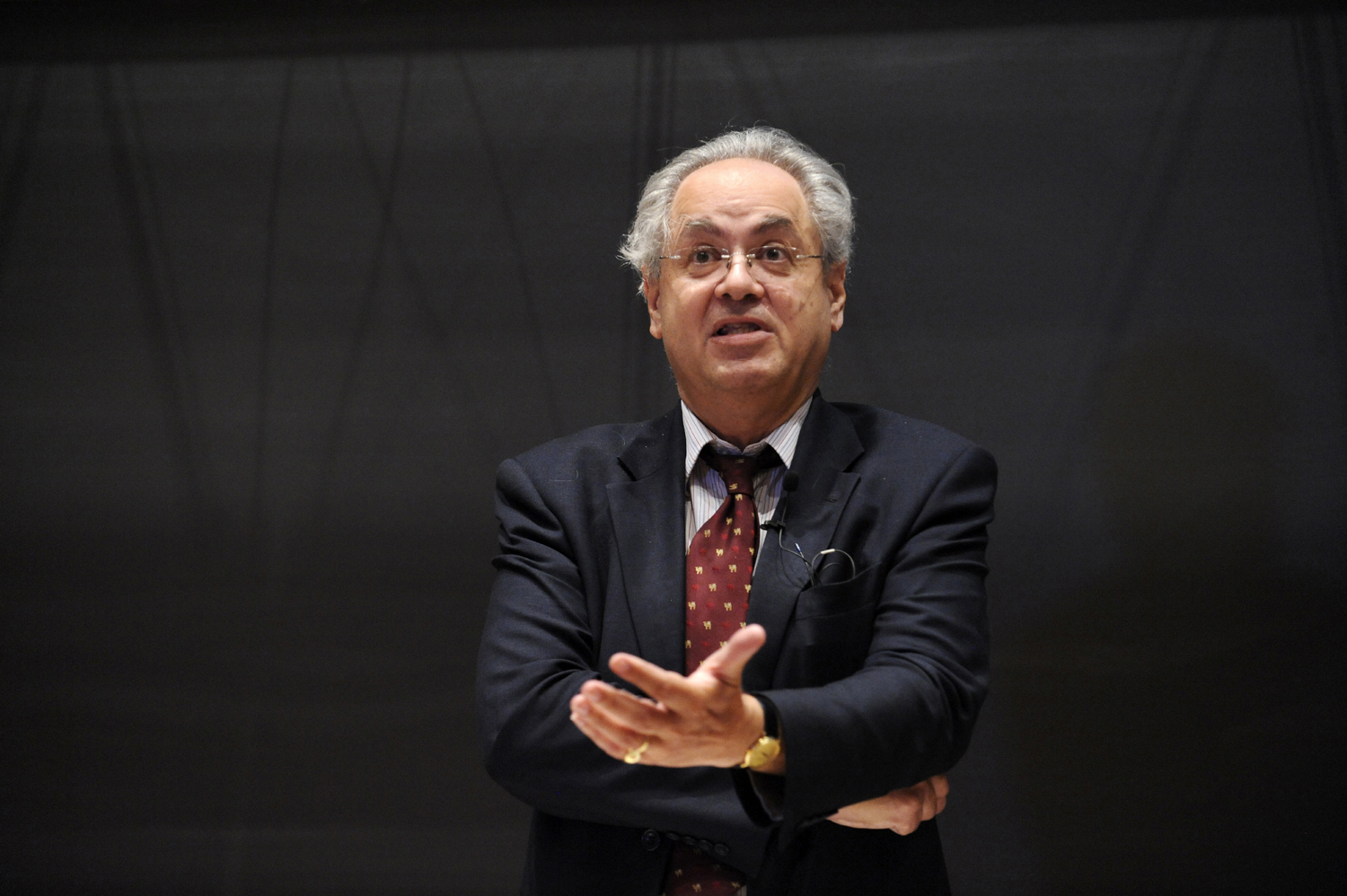
David Abulafia (2010)

David Samuel Harvard Abulafia, FBA (* 12. Dezember 1949 in Twickenham, England) ist ein britischer Historiker. Er ist Professor für Mittelalterliche Geschichte an der University of Cambridge und Mitglied („Fellow“) des Gonville and Caius College in Cambridge.

## Leben
Abulafia entstammt einer alten sephardischen Familie, die nach der Vertreibung der Juden aus Spanien um 1492 nach Galiläa umsiedelte und dort seit vielen Generationen in Tiberias lebte. Seine Frau, Anna Sapir Abulafia, ist eine angesehene Historikerin für jüdisch-christliche Beziehungen. Abulafia erhielt seine Schulbildung auf der St. Paul’s School und dem King’s College in Cambridge.
Er hat mehrere Bücher über mittelalterliche Geschichte publiziert und den 5. Band der New Cambridge Medieval History herausgegeben. Sein Buch über die Geschichte des Mittelalters wurde in sechs Sprachen übersetzt, u. a. in das Deutsche. Er hielt Vorlesungen in verschiedenen Ländern, z. B. in Italien, Spanien, Portugal, Frankreich, den USA, Japan, Israel, Ägypten und in Deutschland.
Sein bedeutendstes Buch ist Frederick II: a medieval emperor, das auch in deutscher und italienischer Übersetzung erschienen ist, aber wegen seiner kritischen Betrachtung Kaiser Friedrichs II. unterschiedlich beurteilt wird. Abulafia wurde in Anerkennung seiner Werke über die italienische, besonders sizilianische, Geschichte vom italienischen Präsidenten im Jahr 2003 zum Commendatore dell’Ordine della Stella della Solidarietà Italiana ernannt. Er hat auch über Spanien, speziell die Balearen geschrieben und sich mit der ökonomischen Geschichte des Mittelmeeres und der Begegnung der drei abrahamitischen Religionen im Mittelmeerraum beschäftigt.
Er ist der Vorsitzende der Organisation Historians for Britain, die sich für einen Austritt Großbritanniens aus der EU einsetzt. Abulafia argumentiert, dass der Prozess der Europäischen Integration ein Mythos ist, der keine anderen Visionen des Zusammenlebens in Europa zulässt. Zusätzlich spricht er vom „distinktiven Charakter“ der britischen Geschichte, der Großbritannien vom Rest Europas unterscheidet, basierend auf der langen, ununterbrochenen Entwicklung seit dem Mittelalter.
Seit 2002 ist er ordentliches Mitglied der Academia Europaea. 2010 wurde er Fellow der British Academy. 2020 erhielt er den Wolfson History Prize für The Boundless Sea: A Human History of the Oceans.

## Schriften
Monographien
- The Two Italies. Economic relations between the Norman Kingdom of Sicily and the northern communes. 1977.
- Italy, Sicily and the Mediterranean, 1100–1400. 1987.
- Frederick II. A medieval emperor. London / New York 1988.[7]
  - Deutsche Übersetzung: Herrscher zwischen den Kulturen. Friedrich II. von Hohenstaufen. Siedler Verlag, Berlin 1991, ISBN 3-88680-354-6 (S. 290 Rezension).
- Spain and 1492: unity and uniformity under Ferdinand and Isabella. 1992.
- Commerce and Conquest in the Mediterranean, 1100–1500. 1993.
- A Mediterranean Emporium: the Catalan Kingdom of Majorca. 1994.
- The Western Mediterranean Kingdoms, 1200–1500. The Struggle for Dominion. Routledge 1997.[8]
- Mediterranean Encounters, Economic, Religious and Political, 1100–1550. Routledge 2000.
- The Great Sea. A Human History of the Mediterranean. Oxford University Press 2011; Penguin Paperback 2014 (ISBN 978-0-14-197716-4)
  - aus dem Englischen von Michael Bischoff: Das Mittelmeer: Eine Biographie. S. Fischer, Frankfurt am Main 2013, ISBN 978-3-10-000904-3 (Print); ISBN 978-3-10-402811-8 (E-Book).[9]
- The Boundless Sea: A Human History of the Oceans. Allen Lane 2019, ISBN 978-1-84614-508-7[10]
  - aus dem Englischen von Michael und Laura Su Bischoff: Das unendliche Meer. Die große Weltgeschichte der Ozeane. S. Fischer, Frankfurt am Main 2021, ISBN 978-3-10-002482-4, ISBN 3-10-002482-6

Herausgeberschaften
- mit M. Rubin and M. Franklin: Church and City, 1000–1500. Studies in honour of Christopher Brooke. 1992.
- The French descent into Renaissance Italy, 1494–95. Antecedents and effects. 1995.
- mit Blanca Garí de Aguilera: En las costas del Mediterráneo occidental. Las ciudades de la Peninsula Ibérica y del reino de Mallorca y el comercio mediterráneo en la Edad Media. Barcelona 1997, ISBN 84-282-1083-7.
- The New Cambridge Medieval History. Bd. 5: c. 1198–1300. 1999.
- mit N. Berend: Medieval Frontiers: concepts and practices. 2002.
- The Mediterranean in History. 2003.
  - Deutsche Übersetzung: Das Mittelmeer, Kultur und Geschichte. Belser, Stuttgart 2003, ISBN 978-3-7630-2418-6.
- Italy in the Central Middle Ages. 2004.

## Auszeichnungen
- 2022: Wissenschaftsbuch des Jahres (Das unendliche Meer)[11]